# 오토 익스프레스
《오토 익스프레스》(영어: Auto Express)는 오토비아에서 발행하는 주간 자동차 잡지이다.